# Baggar, Indien
Baggar är en ort i Indien.   Den ligger i distriktet Jhunjhunūn och delstaten Rajasthan, i den nordvästra delen av landet, 180 km väster om huvudstaden New Delhi. Baggar ligger 328 meter över havet och antalet invånare är 15 670.
Terrängen runt Baggar är platt. Runt Baggar är det tätbefolkat, med 308 invånare per kvadratkilometer. Närmaste större samhälle är Jhunjhunūn, 12,2 km sydväst om Baggar. Trakten runt Baggar består till största delen av jordbruksmark.